# Demain on déménage
Demain on déménage é um filme de comédia produzido na França e lançado em 2004.